# Ernst Staehelin (Theologe, 1889)

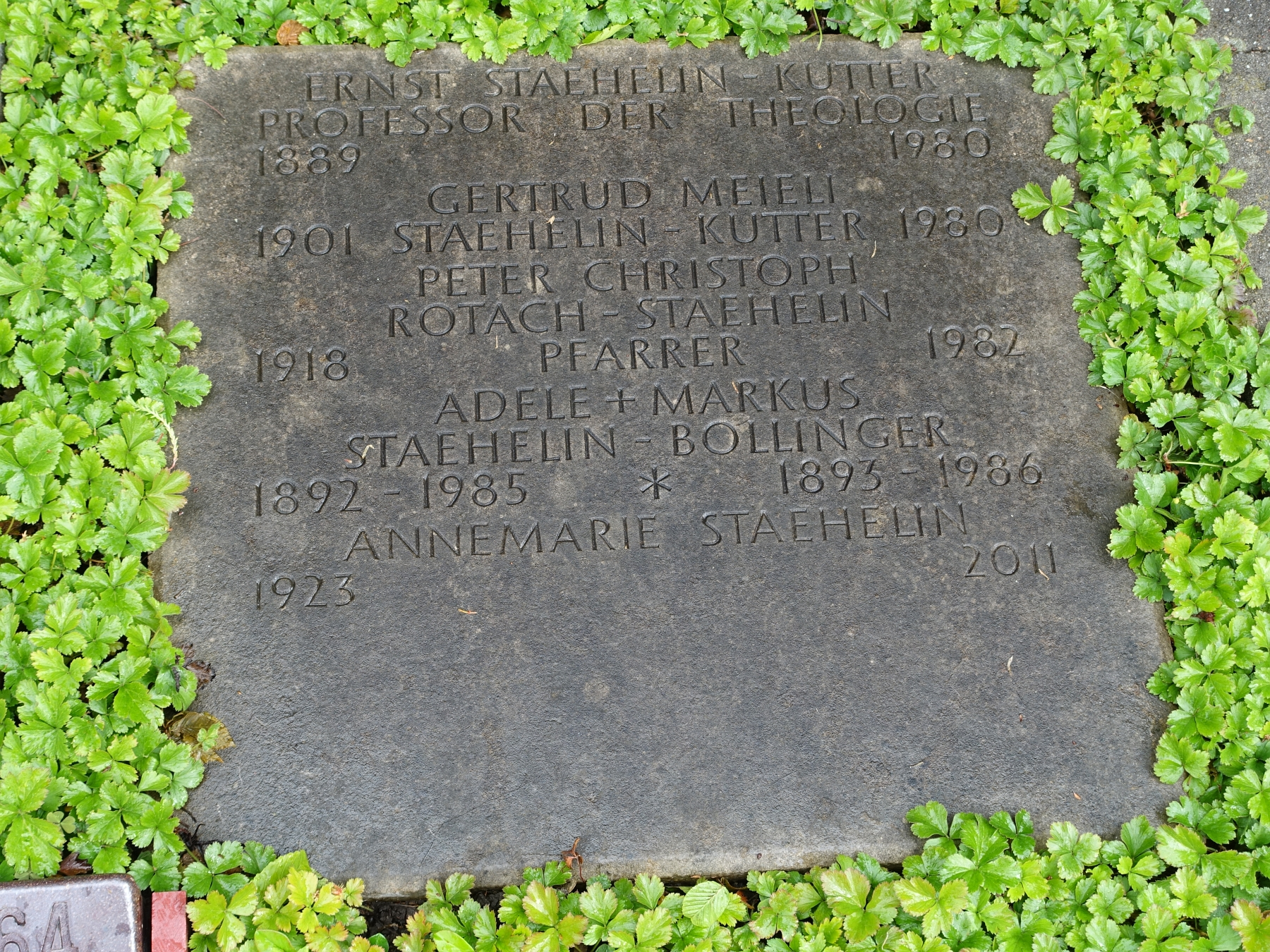
Familiengrab auf dem Friedhof am Hörnli

 Ernst Staehelin (* 3. Oktober 1889 in Basel; † 11. September 1980 ebenda) war ein Schweizer Kirchenhistoriker. Er war Professor für Neuere Kirchengeschichte an der Universität Basel.
Ernst Staehelin, ein Sohn des Pfarrers Johann Ernst Staehelin und seiner Ehefrau Bertha Sibylla geborene Merian, studierte ab 1908 Evangelische Theologie in Basel, Göttingen, Berlin und Marburg und schloss das Studium 1912 in Basel ab. 1916 habilitierte er sich an der Universität Basel. Bis 1924 war Staehelin Pfarrer in Thalheim AG und Olten. 1924 kehrte er an die Universität Basel zurück, erst als ausserordentlicher Professor, dann ab 1927 als ordentlicher Professor für neuere Kirchen- und Dogmengeschichte. Seine Emeritierung erfolgte im Jahr 1961 – ein Jahr, nachdem er zum dritten Mal der Universität als Rektor vorgestanden hatte. Er übernahm vielfältige kirchliche und staatliche Ämter. So war er von 1933 bis 1947 Mitglied des Kirchenrats der Evangelisch-reformierten Kirche Basel-Stadt, von 1934 bis 1946 Mitglied des kantonalen Erziehungsrats und 1949 Mitglied der UNESCO-Kommission der Schweiz.
Seit 1921 war Staehelin mit Gertrud Kutter, einer Tochter von Hermann Kutter, verheiratet; ihr gemeinsamer Sohn war der Psychiater Balthasar Staehelin (1923–2005). Seine Schwester Joanna Hanni Martha (* 1888 in Basel; † 1947) war mit dem Pfarrer Gottlob Wieser verheiratet, seine Schwester Ruth mit dem Theologen Fritz Lieb.
Staehelins wissenschaftliches Verdienst liegt besonders in seinen Quelleneditionen zu Gestalten der Basler Kirchengeschichte wie Johannes Oekolampad, Wilhelm Martin Leberecht de Wette und Franz Overbeck und zur Deutschen Christentumsgesellschaft sowie in der siebenbändigen Textsammlung Die Verkündigung des Reiches Gottes in der Kirche Jesu Christi – Zeugnisse aus allen Jahrhunderten und allen Konfessionen (1951–1964).
Seine letzte Ruhestätte fand er auf dem Friedhof am Hörnli.